# 曾慕雪
曾慕雪（Musette Tsang），為已故香港演員曾江及前妻鄧拱璧之女兒，曾經為PIP劇場全職演員。
曾氏為香港演藝學院戲劇學院（榮譽）學士，主修表演。在校期間曾參與《羅密歐與朱麗葉》（飾朱麗葉）、《家》（飾鳴鳳）及《阿Q正傳》（參加2004年愛丁堡藝術節）等。在校期間曾連獲兩年演藝友誼社之獎學金，亦獲2001－02年度之「最傑出學生獎」。畢業後演出影話戲的《春之頌》，為首個獨腳戲。
2005年加入PIP劇場後，一直擔當多個演出的重要角色，包括《廁客浮士德》的瑪格烈特及《蛇鼠一窩》的熱雪。她亦是PIP兒童劇場的主創演員，飾演《小紅帽的藍色世界》的小紅帽及《尋找聖誕小肥羊》中的阿寶。她在《一篤戲 – 一人一物喜劇藝術節》首度發表獨腳戲《你青我都青》，道盡女子強悍又溫婉的不同面向。
除了兒童劇演出，近年亦著力把戲曲藝術大眾化。2014年跨界別與粵劇名伶阮兆輝創作《戲裡戲外看戲班》- 講述戲班後台的一齣英語舞台劇。此劇曾到訪美洲, 歐洲, 亞洲十多國演出。2018年成立 一桌兩椅慈善基金，宣揚傳統戲曲文化，推行戲曲藝術教育，提高社會對傳統的認識。

## 外部連結
- 一桌兩椅慈善基金官方綱頁 （页面存档备份，存于）
- 一桌兩椅慈善基金Instagram
- 一桌兩椅慈善基金Youtube channel （页面存档备份，存于）